# Айрово
Айрово (болг. Айрово) — село в Болгарии. Находится в Кырджалийской области, входит в общину Кырджали. Население составляет 626 человек.

## Политическая ситуация
В местном кметстве Опылченско, в состав которого входит Айрово, должность кмета (старосты) исполняет Шенол Аптилязим Апти (Движение за права и свободы (ДПС)) по результатам выборов.
Кмет (мэр) общины Кырджали — Хасан Азис (Движение за права и свободы (ДПС)) по результатам выборов.